# Wiener (tramhalte)
Wiener is een tram- en bushalte van de Brusselse vervoersmaatschappij MIVB, gelegen in de gemeente Watermaal-Bosvoorde.

## Geschiedenis
De halte Wiener was tot en met 4 september 2006 het eindpunt van tramlijn 94 (Kerkhof van Jette — Wiener), en tot 14 augustus 1985 het eindpunt van tramlijn 32 (Houba-de-Strooper — Wiener). Tot en met 19 maart 1968 werd het eindpunt gebruikt door tramlijn 4 dat tussen Beurs en Bosvoorde (Wienerplein) reed via Stefania en Marie-José. Het toenmalige eindpunt had de vorm van een keerlus door het gebruik van eenrichtingstrams. Met de invoering van tweerichtingstrams werden de keerlussen minder noodzakelijk, maar werd deze toch behouden.
Op 4 september 2006 werd tramlijn 94 verlengd tot het metrostation Herrmann-Debroux langs de Vorstlaan, waardoor de keerlus afgebroken werd en het Wienerplein een facelift kreeg. Er werd bij de herinrichting van het plein gekozen om een deel van de tramsporen te behouden als herinnering aan de tram die er jarenlang reed.
In het jaar 2011 keurde de gemeente Watermaal-Bosvoorde het plan goed om een frituur te installeren op het Wienerplein,  ingebouwd in de oude PCC 7166-tram van de MIVB. Onder de Brusselaars is deze tram nu bekend als de "friettram".
De halte wordt bediend door tramlijn 8 die na de verlenging van het traject op 29 september 2018 de dienst van de voormalige tramlijn 94 overnam.

## Situering
Tot 2006 kwam de tram toe aan de overkant van de instapzone (richting Kerkhof van Jette) en liet er de reizigers uitstappen. De tram reed rond de parking die centraal op het Wienerplein gelegen was, en ging nadien wachten op een eenzijdig spoor ter hoogte van de bomen. Enkele minuten voor de vertrektijd reed de tram tot de instapzone waar een wachthokje gevestigd was. Meestal werd het tweede spoor ter hoogte van het centraal perron niet gebruikt, aangezien de reizigers de sporen moesten oversteken tussen de kiezelstenen.
Sinds 2006 stoppen de trams ter hoogte van het skatepark waar een halte werd aangelegd in een verkeersvrije zone. De trams rijden richting Louiza verder in de Delleurlaan, en sluiten zo aan op de sporen die het begin van het traject vormden toen Wiener nog een eindpunt was. In de richting van Roodebeek steken de trams een rondpunt over waarna ze aan beide kanten van de Vorstlaan in eigen bedding rijden. Centraal in het rondpunt dat de trams doorkruisen is een terugkeerwissel aangelegd dat zelden gebruikt wordt.
Richting Louiza kan men op de hoek met de Payfa-Fosseprezplein nog het oude wachthokje aantreffen dat sinds 20 april 2006 een beschermd monument (ID: 2328-0017/0) is van de gemeente Watermaal-Bosvoorde. Deze stond oorspronkelijk aan het instapperron van de keerlus, en werd verplaatst bij de herinrichting van het plein.

## Aansluitingen
Tot 4 september 2006 werd het traject Wiener — Herrmann-Debroux bediend door buslijn 42 (Viaduct E40 — Wiener), en had deze zijn eindpunt naast het skatepark (vandaag de halte van tramlijn 94 richting Louiza). Bus 42 volgde vervolgens een deel van de keerlus, waarna het via het Payfa-Fosseprezplein en de Ministerstraat weer op de Vorstlaan terecht kwam. Buslijn 95 reed toen richting Heiligenborre op dezelfde wijze als buslijn 17 dat vandaag doet.
Sinds 4 september 2006 is het Wienerplein het eindpunt van buslijn 95 dat verkort werd van Heiligenborre tot Wiener. Dat laatste deel werd overgenomen door buslijn 17, zoals vandaag nog het geval is. Het traject Wiener — Herrmann-Debroux (buslijn 42) werd afgeschaft ten gevolge van de verlenging van tramlijn 94 naar Herrmann-Debroux. Hetzelfde gebeurde voor het deel Trammuseum — Herrmann-Debroux op 14 maart 2011 bij de verlenging van Herrmann-Debroux naar Trammuseum.

## Afbeeldingen

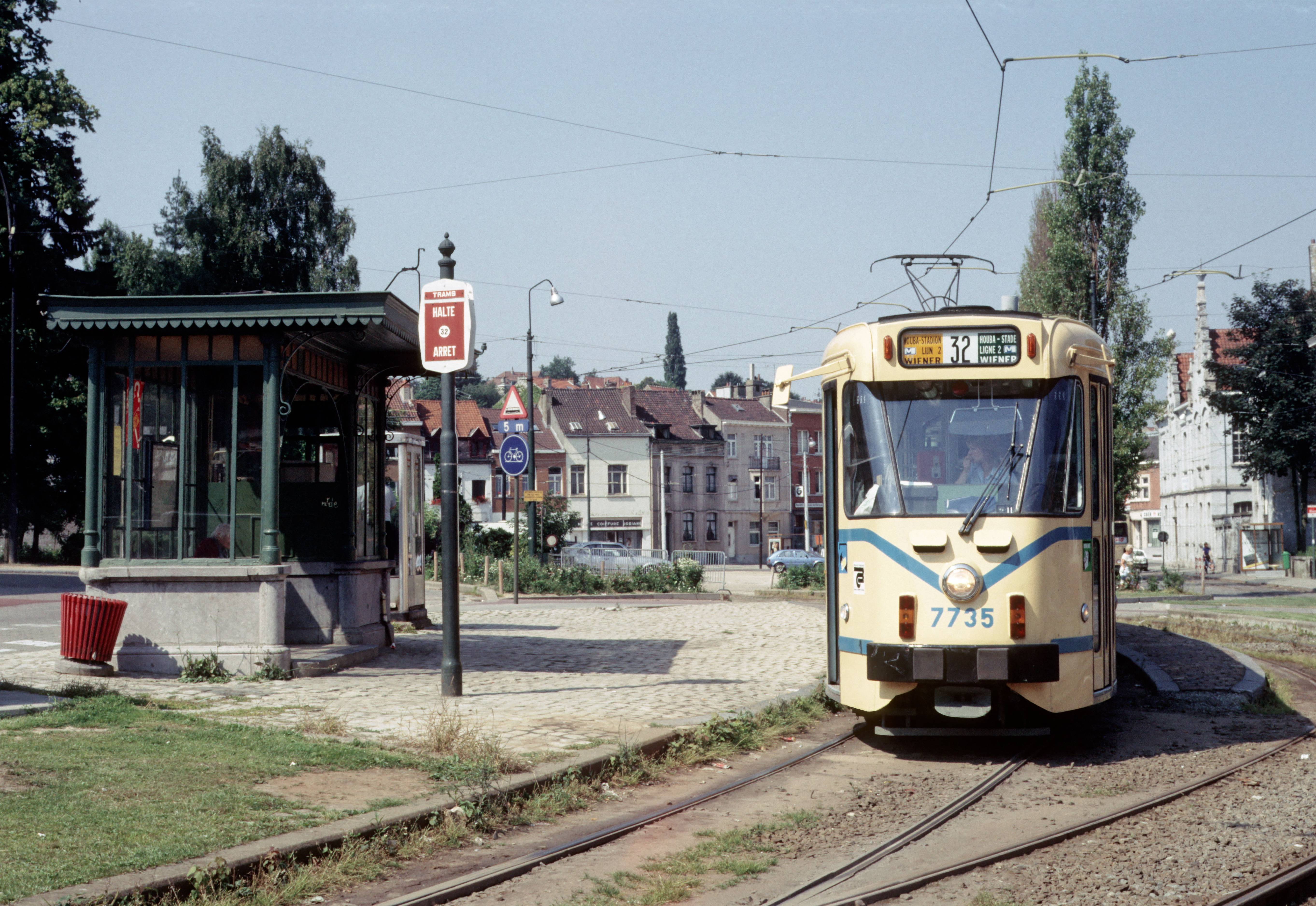
Instapzone van het toenmalige eindpunt Wiener (1985).
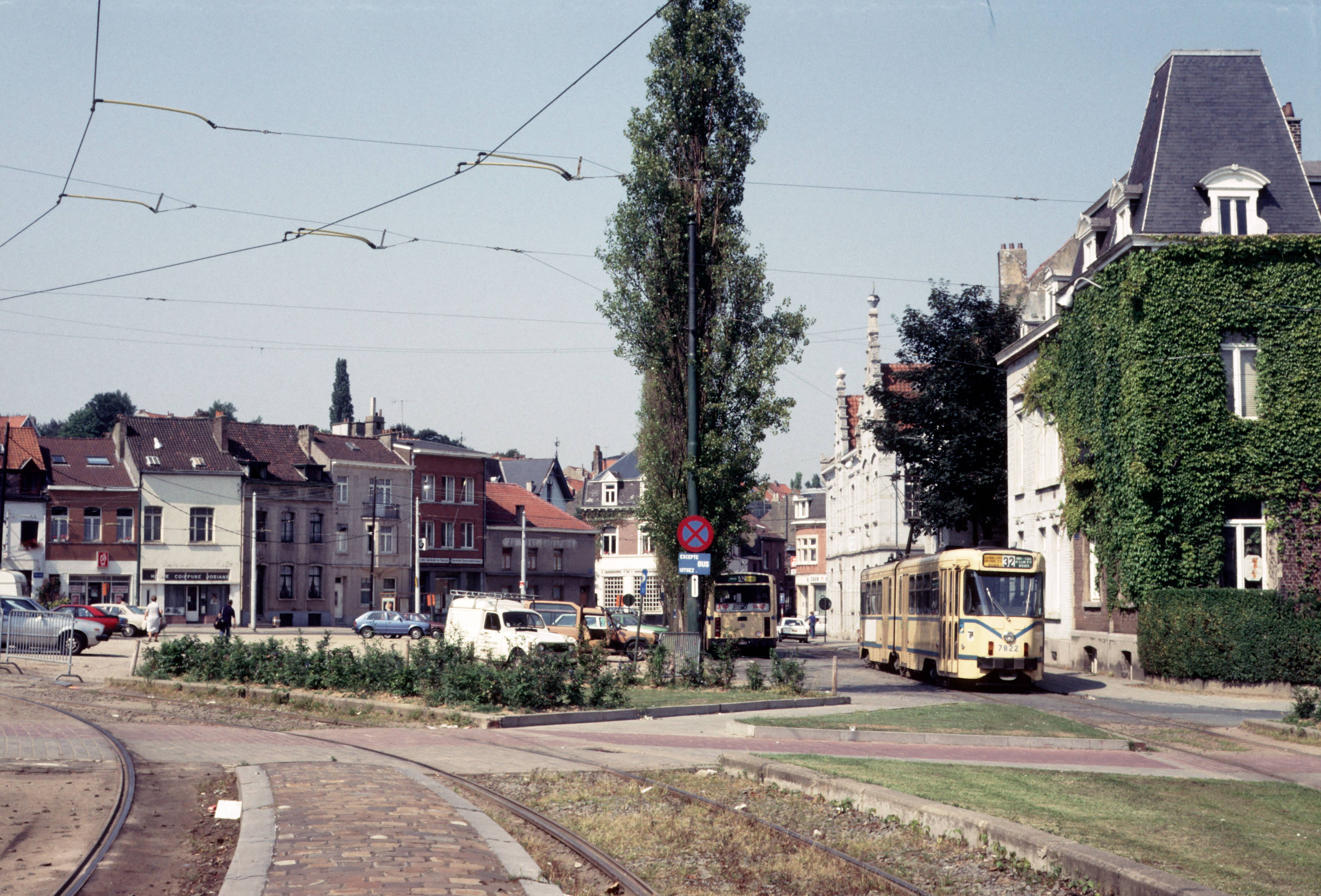
De tram rechts reed rond de parking de keerlus binnen (1985)
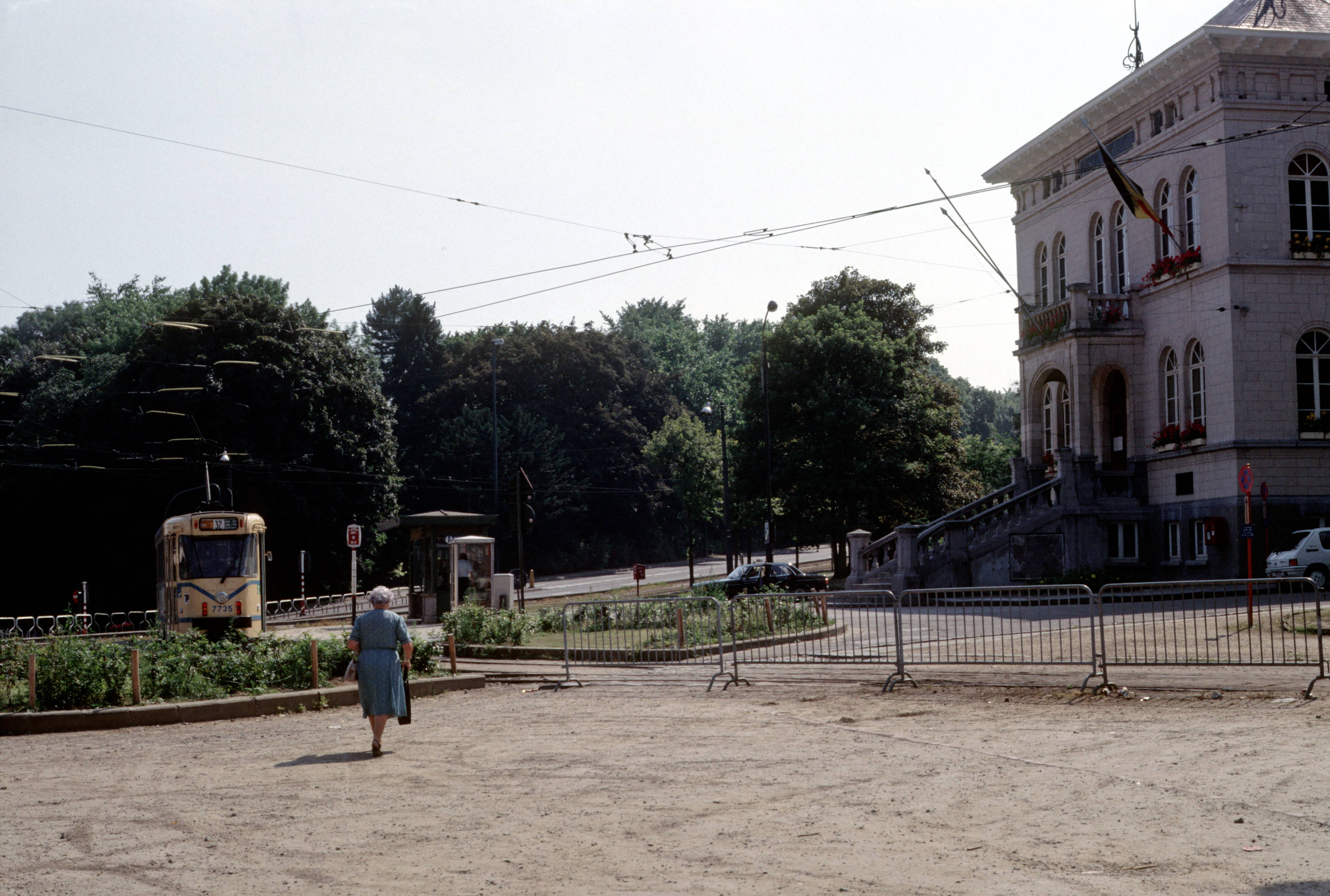
Instaphalte tegenover het gemeentehuis van Watermaal-Bosvoorde (1985)
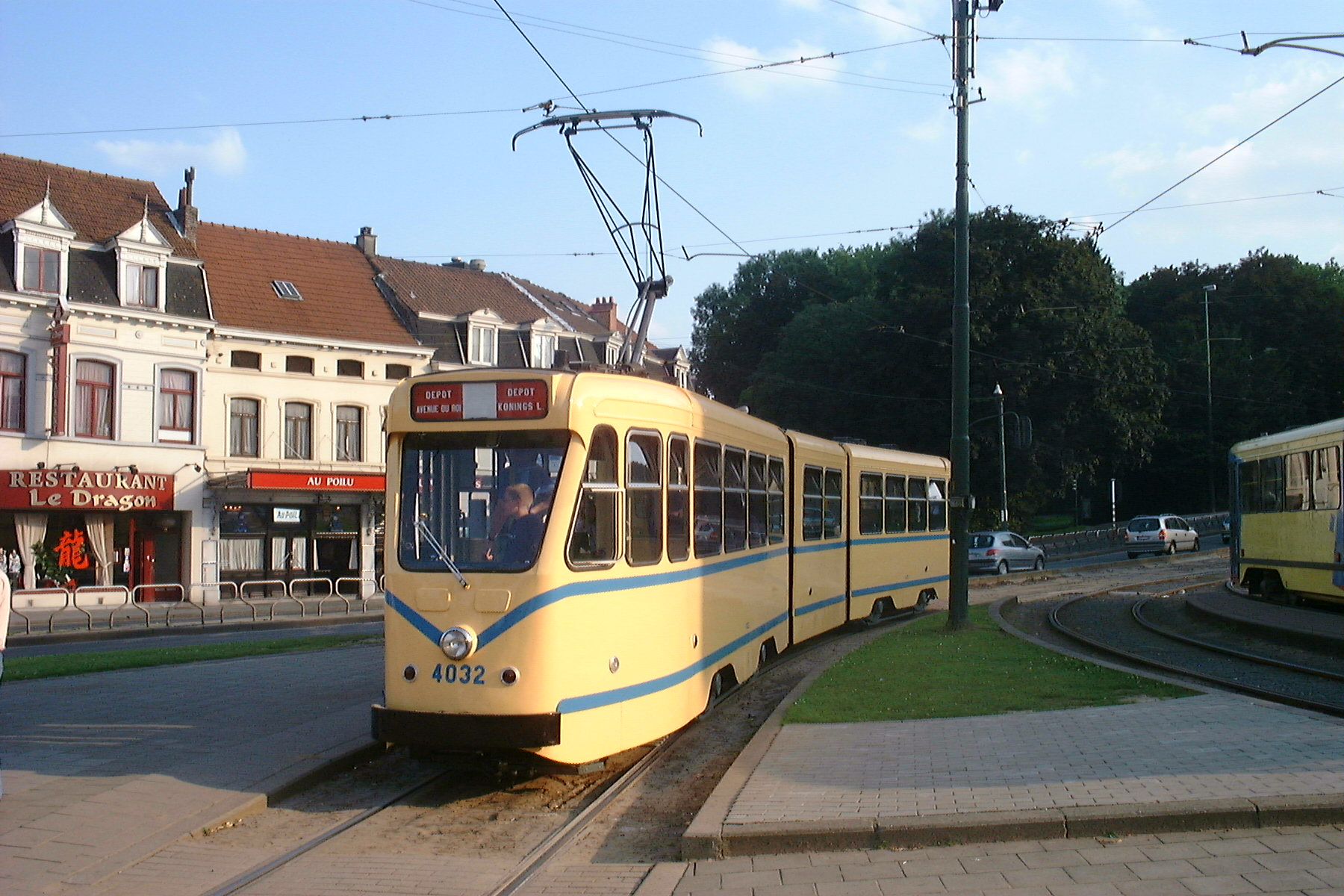
Afstaphalte voor het binnenrijden van de keerlus. Rechts op de foto is de instaphalte richting Kerkhof van Jette (2002)
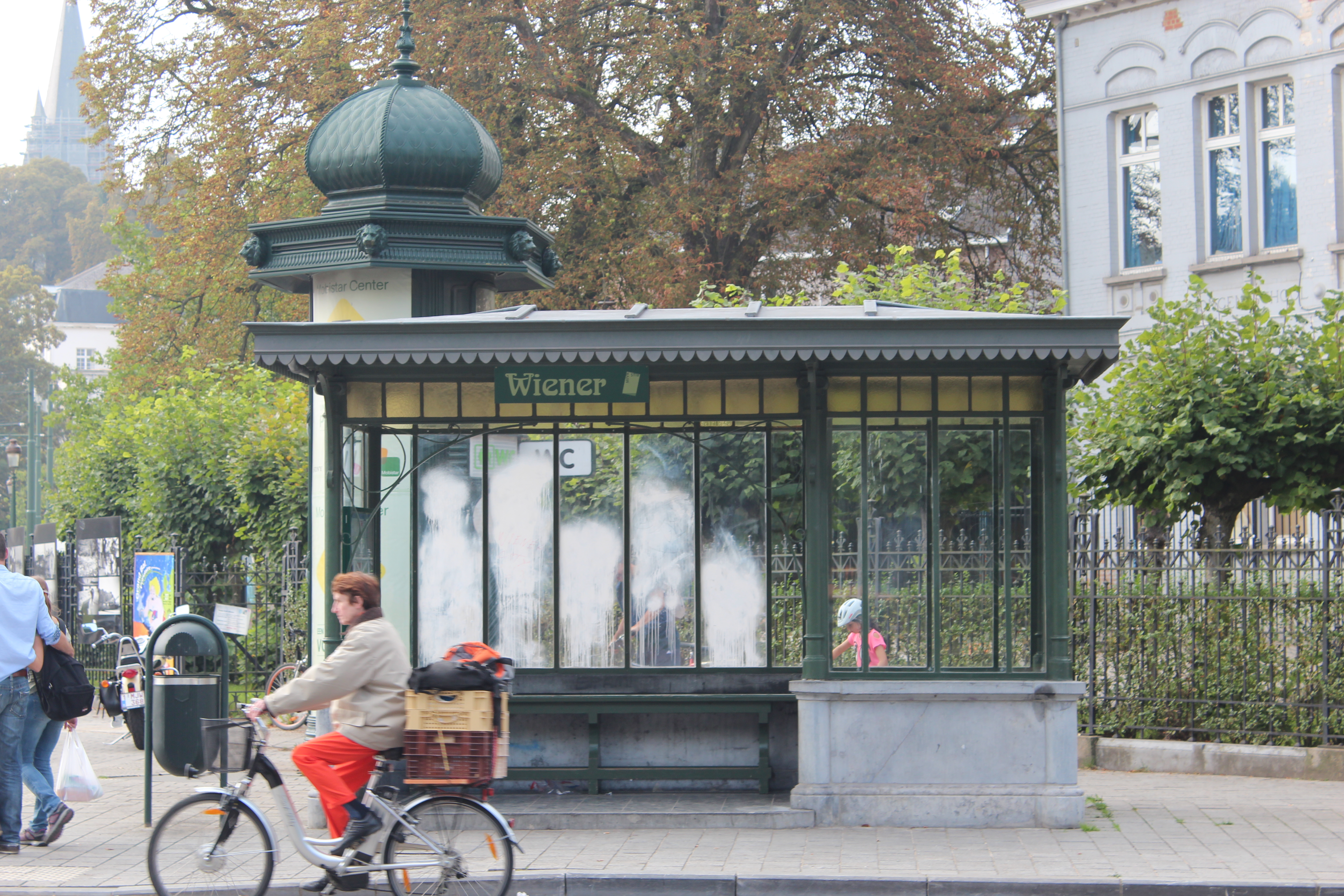
Wachthokje van het Wienerplein (beschermd monument)

Louiza · 
Stefania · 
Defacqz · 
Baljuw · 
Vleurgat · 
Abdij · 
Legrand · 
Ter Kameren-Ster · 
Buyl · 
Johanna · 
ULB · 
Solbos · 
Marie-José · 
Brazilië · 
Boondaal Station · 
Renbaan van Bosvoorde · 
Lieveheersbeestjes · 
Bosvoorde Station · 
Delleur · 
Wiener · 
Valkerij · 
Tenreuken · 
Seny-park · 
Herrmann-Debroux · 
Oudergem-Shopping · 
Vorstrondpunt · 
Empain · 
Trammuseum · 
Bronnenpark · 
Voot · 
Woluwe Shopping · 
Roodebeek